# Politique étrangère de l'OTAN
| États membres de l'OTAN Plan d'action pour l'adhésion Intensified Dialogue | Individual Partnership Action Plan Partenariat pour la paix Aspiring Partnership for Peace members |

Présence de l'OTAN en Europe
États membres de l'OTAN
Plan d'action pour l'adhésion
Intensified Dialogue
Individual Partnership Action Plan
Partenariat pour la paix
Aspiring Partnership for Peace members

L'Organisation du traité de l'Atlantique nord (OTAN) entretient des relations étrangères avec de nombreux pays non membres à travers le monde. L'OTAN gère un certain nombre de programmes qui fournissent un cadre pour les partenariats entre elle-même et des pays non membres, généralement basés sur l'emplacement de ces pays. Il s'agit notamment du Conseil de partenariat euro-atlantique et du Partenariat pour la paix.

## Europe
Quatre États membres de l'Union européenne, qui ont tous déclaré leur non-alignement sur des alliances militaires, ne sont pas membres de l'OTAN : l'Autriche, Chypre, l'Irlande et Malte. De plus, la Suisse, qui est entourée par des pays membres de l'UE, a également maintenu sa neutralité en restant non membre de l'UE. Tous ces pays, à l'exception de Chypre, ont rejoint le programme du Partenariat pour la paix. L'OTAN entretient également des relations diplomatiques avec les 5 micro-États européens[réf. nécessaire] : Andorre, Liechtenstein, Monaco, Saint-Marin et la Cité du Vatican.

### Albanie
Membre de l’OTAN depuis le 1er avril 2009

### Arménie
L'Arménie maintient des relations positives avec les membres de l'OTAN et a adhéré au programme de partenariat pour la paix, au Conseil de partenariat euro-atlantique et au plan d'action individuel pour le partenariat. Cependant, il est peu probable que l'Arménie rejoigne l'OTAN car ses politiques l'alignent plus étroitement sur les intérêts de la Russie, et elle reste membre de la Communauté des États indépendants et de l'Organisation du traité de sécurité collective. L'Arménie s'est retirée de sa participation aux exercices militaires de l'OTAN en Géorgie le 8 mai 2009, en raison du soutien présumé du secrétaire général de l'OTAN à l'Azerbaïdjan, ce qui rend peut-être encore moins probable que l'Arménie rejoigne l'OTAN dans le futur. L'Arménie participe cependant à certaines opérations de maintien de la paix de l'OTAN. L'Arménie a déployé environ 130 soldats en Afghanistan, dans le cadre de la Force internationale d'assistance à la sécurité (FIAS) dirigée par l'OTAN. Ils ont servi sous commandement allemand pour protéger un aéroport à Konduz.

### Azerbaïdjan
Selon une source diplomatique de l'OTAN, en août 2009, certains responsables clés du siège de l'OTAN à Bruxelles faisaient pression pour engager l'Azerbaïdjan sur la question de l'adhésion. « La Turquie, la Roumanie, l'Italie, la Pologne, le Royaume-Uni et les États baltes » font partie des membres qui soutiennent l'adhésion de l'Azerbaïdjan à l'OTAN. Alors que le président azerbaïdjanais Ilham Aliyev a généralement soutenu la non-belligérance (mais pas la neutralité en raison du conflit non résolu avec l'Arménie sur le Haut-Karabagh) depuis son arrivée au pouvoir en 2003, l'Azerbaïdjan a accueilli des exercices militaires de l'OTAN et des réunions de haut niveau en 2009. Le conflit non résolu sur le Haut-Karabagh constituerait un obstacle majeur à l'adhésion.[réf. nécessaire] L'Azerbaïdjan a officialisé sa politique de non-alignement sur une structure géopolitique/militaire lorsqu'il est devenu membre à part entière du Mouvement des non-alignés en 2011.

### Chypre
Chypre est le seul État membre de l'UE qui n'est ni membre de l'OTAN ni membre du Partenariat pour la paix (PpP). Le Parlement chypriote a voté en février 2011 pour demander son adhésion au programme, mais le président Demetris Christofias a opposé son veto à la décision car cela entraverait ses tentatives de négocier la fin du conflit chypriote et de démilitariser l'île,. La Turquie, membre à part entière de l'OTAN, opposera probablement son veto à toute tentative de Chypre de s'engager avec l'OTAN jusqu'à ce que le différend soit résolu. Le vainqueur de l'élection présidentielle chypriote de février 2013, Nicos Anastasiades, a déclaré qu'il avait l'intention de demander à adhérer au programme PPP peu après sa prise de fonction L'actuel ministre des Affaires étrangères, Nicos Christodoulides, a rejeté l'adhésion chypriote à l'OTAN ou au Partenariat pour la paix, préférant maintenir les affaires étrangères et la défense de Chypre au sein du cadre commun de l'Union européenne.

### Finlande
Membre de L’OTAN depuis le 4 avril 2023

### France
Membre fondateur depuis le 4 avril 1949

### Irlande
L'Irlande est membre du programme Partenariat pour la paix (PpP) de l'OTAN depuis 1999 et est membre du Conseil de partenariat euro-atlantique (CPEA) de l'alliance, mais n'a jamais officiellement demandé à devenir membre à part entière de l'OTAN en raison de sa politique traditionnelle de la neutralité militaire. L'Irlande participe au processus de planification et d'examen du PPP (PARP), qui vise à accroître l'interopérabilité de l'armée irlandaise, les forces de défense, avec d'autres États membres de l'OTAN et à les mettre en conformité avec les normes internationales acceptées afin de réussir le déploiement avec d'autres professionnels de forces militaires dans les opérations de maintien de la paix à l'étranger.
La politique du gouvernement irlandais pour le déploiement de troupes dans des missions dirigées par l'OTAN exige que les missions soient mandatées par les Nations unies (par le biais d'une résolution du Conseil de sécurité de l'ONU ou d'une résolution de l'Assemblée générale de l'ONU), soutenues par le cabinet et approuvées par le Dáil Éireann (le parlement irlandais). Ce maillage bureaucratique est souvent appelé le « triple verrouillage » (triple lock) de l'Irlande. L'Irlande a fourni un nombre limité de troupes à la Force internationale d'assistance à la sécurité (FIAS) dirigée par l'OTAN en Afghanistan (2001-2014) et soutient la Force au Kosovo (KFOR) dirigée par l'OTAN, qui a été sanctionnée par des résolutions du CSNU,.
L'opinion publique en Irlande continue de favoriser une politique de neutralité dans les conflits armés, et actuellement aucun grand parti politique ne soutient pleinement l'adhésion à l'OTAN. Il y a eu, et continue d'être, un certain nombre de politiciens qui soutiennent l'adhésion de l'Irlande à l'OTAN, principalement au sein du parti de centre-droit Fine Gael, mais la majorité des partis politiques irlandais n'y songent pas,. Il est largement admis qu'un référendum devrait être organisé avant que des changements puissent être apportés à la neutralité ou à l'adhésion à l'OTAN. L'ancien secrétaire général de l'OTAN Anders Fogh Rasmussen a déclaré lors d'une visite dans le pays en 2013 que la « porte est ouverte » pour que l'Irlande rejoigne l'OTAN à tout moment.

### Kosovo
Le Kosovo a soumis une candidature pour rejoindre le programme PPP en juillet 2012, bien que son manque de reconnaissance par quatre États membres de l'OTAN puisse entraver son adhésion. 

### Moldavie

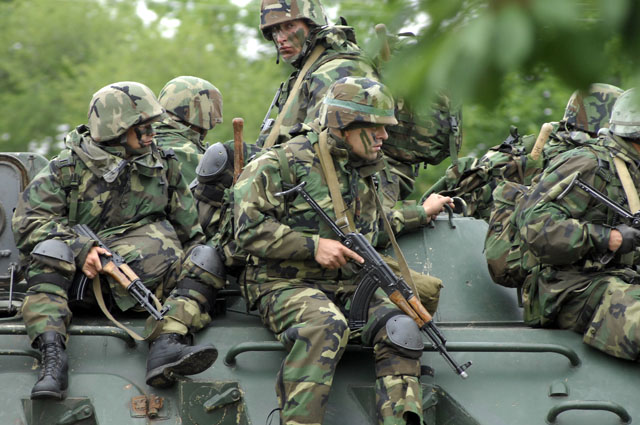
Des soldats moldaves participent à l'exercice Peace Shield 2011 à Bulboaca avec des militaires américains et de l'OTAN.

La Moldavie n'envisage pas pour le moment d'adhérer à l'OTAN. Elle a participé au programme Partenariat pour la paix et au Plan d'action individuel pour le partenariat. L'ancien gouvernement communiste était considéré comme davantage allié à la Russie et est déjà membre de la Communauté des États indépendants. En avril 2009, la Moldavie a annoncé qu'elle ne participerait pas aux exercices militaires de juin de l'OTAN,. Le nouveau parti au pouvoir, l'Alliance pour l'intégration européenne, élu lors des élections parlementaires moldaves de juillet 2009, a jusqu'à présent refusé de prendre des mesures pour le faire progresser vers l'adhésion ou se retirer de la Communauté des États indépendants, et nie avoir prévu de faire soit. La Moldavie a également un conflit interne en cours avec le territoire de la Transnistrie.

### Roumanie
Membre de l’OTAN depuis le 29 mars 2004

### Russie
En avril 2009, le ministre polonais des Affaires étrangères, Radosław Sikorski, propose d'inclure la Russie dans l'OTAN. En mars 2010, cette suggestion a été répétée dans une lettre ouverte co-écrite par les experts allemands de la défense, le général Klaus Naumann, Frank Elbe, Ulrich Weisser et l'ancien ministre allemand de la Défense Volker Rühe. Dans cette lettre, il était suggéré que la Russie devait avoir sa place dans le sillage d'un monde multipolaire émergent afin que l'OTAN puisse contrebalancer les puissances asiatiques émergentes. Cependant, les dirigeants russes ont clairement indiqué que la Russie ne prévoyait pas de rejoindre l'alliance, préférant maintenir la coopération à un niveau inférieur. L'envoyé russe auprès de l'OTAN, Dmitri Rogozine, aurait déclaré : « Les grandes puissances ne rejoignent pas les coalitions, elles créent des coalitions. La Russie se considère comme une grande puissance », bien qu'il ait déclaré que la Russie n'excluait pas l'adhésion à un moment donné dans le futur.

### Serbie
L'OTAN a historiquement combattu les forces bosno-serbes pendant la guerre de Bosnie et est intervenue en 1999 dans la guerre du Kosovo en bombardant des cibles en Serbie (qui faisait alors partie de la Communauté d'États de Serbie-et-Monténégro). Après le renversement du président Slobodan Milošević, la Serbie a voulu améliorer ses relations avec l'OTAN. Bien que l'adhésion future à l'alliance militaire soit très controversée, car les partis politiques et la société éprouvent encore de la rancœur à l'égard de la campagne aérienne menée par l'OTAN en 1999,. Dans les années sous le Premier ministre Zoran Đinđić, le pays (alors Serbie et Monténégro) n'a pas exclu de rejoindre l'OTAN. Mais après l'assassinat de Đinđić en 2003, Belgrade a de plus en plus commencé à privilégier une voie de neutralité militaire (officiellement déclarée en 2007),.
Les indépendances ultérieures du Monténégro et du Kosovo ont tendu les relations entre la Serbie et l'OTAN. La Serbie a cependant rejoint le programme du Partenariat pour la paix lors du sommet de Riga en 2006. Alors que ce programme est parfois la première étape vers une adhésion à part entière à l'OTAN, il n'est pas certain que la Serbie le perçoive comme le signal d'une intention de rejoindre l'alliance

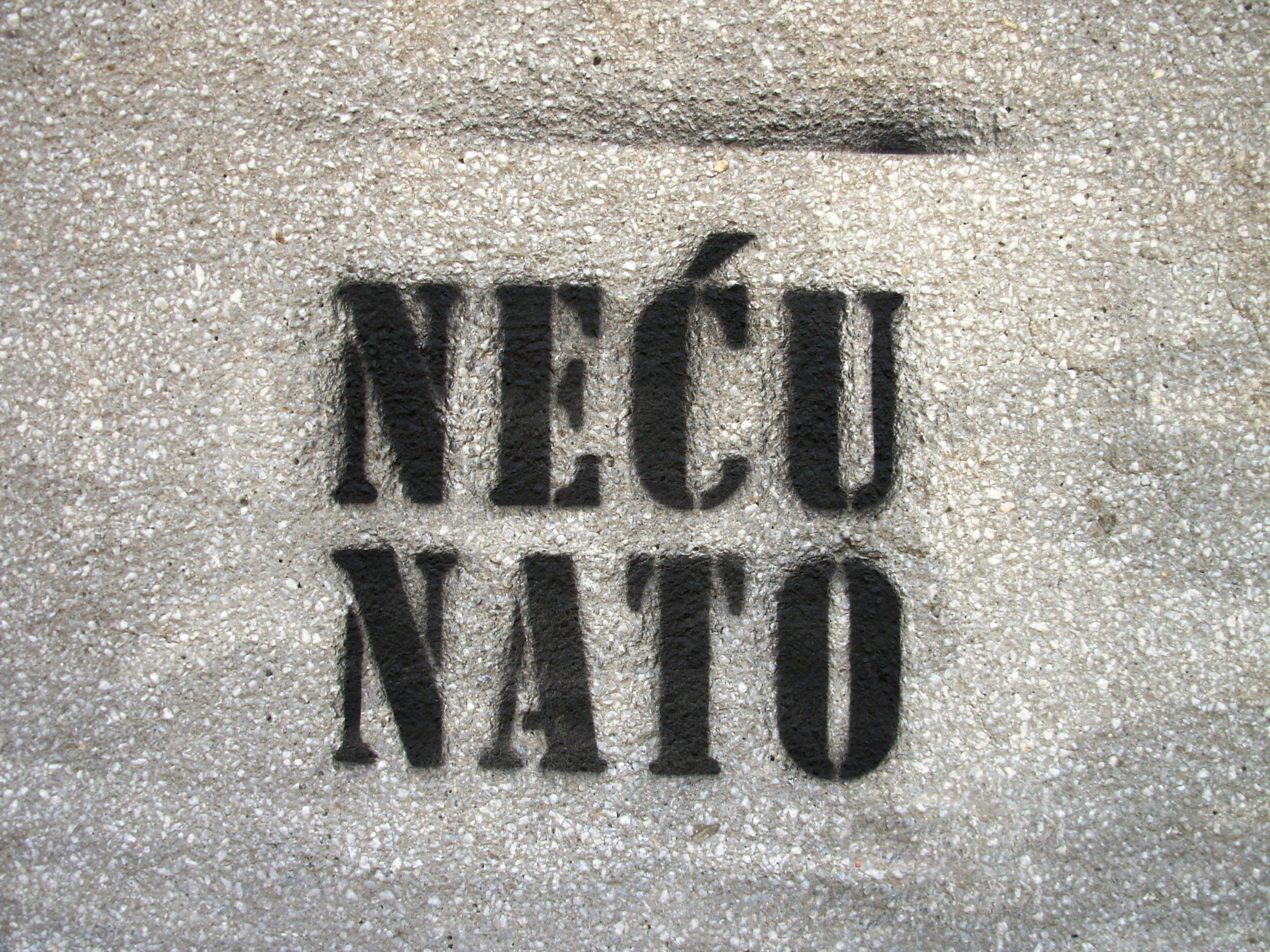
Neću Nato (fr. Je ne veux pas de l'OTAN) Signes anti-OTAN en Serbie en 2011

À la suite du soutien ouvert de l'OTAN à la déclaration d'indépendance du Kosovo en janvier 2008, le soutien en faveur de l'intégration à l'OTAN a fortement chuté. Un sondage antérieur à septembre 2007 avait montré que seulement 28 % des citoyens serbes soutenaient l'adhésion à l'OTAN, dont 58 % soutenaient le Partenariat pour la paix. Les seuls partis politiques qui soutiennent actuellement l'intégration à l'OTAN sont le Parti démocrate libéral et ld Mouvement serbe du renouveau. Le Parti démocrate a abandonné son attitude pro-OTAN, affirmant que le Partenariat pour la paix était suffisant.
Bien que les priorités actuelles de la Serbie n'incluent pas l'adhésion à l'OTAN, l'Alliance a invité la Serbie à participer au programme d'élargissement dès que le pays sera prêt. Le 1er octobre 2008, le ministre serbe de la Défense, Dragan Šutanovac, a signé l'accord d'échange d'informations avec l'OTAN, l'une des conditions préalables à une adhésion plus complète au programme du Partenariat pour la paix.
En 2015, la Serbie a mis en œuvre son premier plan d'action de partenariat individuel avec l'OTAN, elle participe régulièrement à ses manœuvres militaires et a accueilli un exercice conjoint de protection civile avec l'OTAN en 2018,.

### Suède
Membre de L’OTAN depuis le 7 mars 2024

### Suisse
La Suisse et l'OTAN entretiennent des relations depuis 1996, lorsque la Confédération a rejoint le Partenariat pour la paix puis l'année suivante le Conseil de partenariat euro-atlantique,. Depuis l'invasion de l'Ukraine par la Russie en 2022, les relations entre les deux entités se sont renforcer.

### Ukraine
Au début de 2008, le président ukrainien, le premier ministre et le chef du parlement ont envoyé une lettre officielle pour demander le plan d'action pour l'adhésion. L'idée de l'adhésion de l'Ukraine à l'OTAN a reçu le soutien d'un certain nombre de dirigeants de l'OTAN. Lors du sommet de Bucarest en 2008, le secrétaire général de l'OTAN, Jaap de Hoop Scheffer, a déclaré lors d'une conférence de presse que la Géorgie et l'Ukraine finiraient par rejoindre l'OTAN. Au sein de la commission de travail OTAN-Ukraine, les responsables de l'OTAN ont rassuré les responsables ukrainiens sur leur volonté d'inviter leur pays à rejoindre l'Alliance. Le vice-ministre russe des Affaires étrangères, Alexander Grushko, a annoncé que l'adhésion de l'Ukraine à l'OTAN n'était pas dans l'intérêt supérieur de la Russie et n'aiderait pas les relations entre les deux pays.

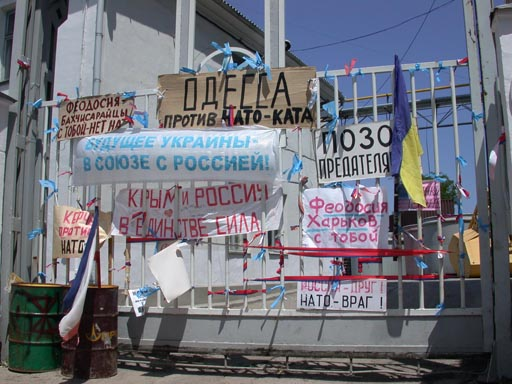
Signes anti-OTAN à Feodosiya en 2006

L'élection de 2010 a rendu Viktor Ianoukovitch président ukrainien et a marqué un revirement dans les relations de l'Ukraine avec l'OTAN. En février 2010, il a déclaré que les relations de l'Ukraine avec l'OTAN étaient actuellement « bien définies » et qu'il n'était « pas question que l'Ukraine rejoigne l'OTAN ». Il a déclaré que la question de l'adhésion de l'Ukraine à l'OTAN pourrait « surgir à un moment donné, mais nous ne le verrons pas dans un avenir immédiat ». Lors de sa visite à Bruxelles en mars 2010, il a en outre déclaré qu'il n'y aurait aucun changement dans le statut de l'Ukraine en tant que membre du programme de sensibilisation de l'alliance. Il a ensuite réaffirmé lors d'un voyage à Moscou que l'Ukraine resterait un « État européen non aligné »,. Puis, le 3 juin 2010, le parlement ukrainien a voté pour exclure l'objectif « d'intégration dans la sécurité euro-atlantique et l'adhésion à l'OTAN » de la stratégie de sécurité nationale du pays dans un projet de loi rédigé par Ianoukovitch lui-même.
Au cours des manifestations d'Euromaïdan, Ianoukovitch a fui l'Ukraine en février 2014. Le gouvernement intérimaire de Iatseniouk qui est arrivé au pouvoir a d'abord déclaré, en référence au statut de non-aligné du pays, qu'il n'envisageait pas d'adhérer à l'OTAN. Cependant, à la suite de l' intervention militaire russe en Ukraine et des élections législatives d'octobre 2014, le nouveau gouvernement a fait de l'adhésion à l'OTAN une priorité. Le 23 décembre 2014, le parlement ukrainien a renoncé au statut de non-aligné de, qui « s'est avéré inefficace pour garantir la sécurité de l'Ukraine et protéger le pays des agressions et pressions extérieures ». L'Ukraine et l'OTAN ont depuis lors organisé des séminaires conjoints ainsi que des exercices et des opérations tactiques et stratégiques conjoints.
Depuis le début de l' intervention militaire russe en Ukraine en 2014, le soutien public à l'adhésion de l'Ukraine à l'OTAN a considérablement augmenté. Depuis juin 2014, les sondages montrent qu'environ 50 % des personnes ont demandé un soutien vocal pour l'adhésion ukrainienne,.

## A l'international
En 2006, l'ambassadeur des États-Unis à l'OTAN de l'époque, Ivo H. Daalder, a conceptualisé avec James Goldgeier le terme de « Global NATO »,. Par la suite, des idées d'adhésion de divers États ont été lancées : le Brésil, l'Afrique du Sud, Singapour, l'Inde, Israël, et le plus souvent l'Australie, le Japon, la Corée du Sud, la Nouvelle-Zélande et la Colombie. L'idée est de transformer l'institution de la guerre froide en une « Alliance mondiale des démocraties ».

### Australie
La question de l'adhésion de l'Australie à l'OTAN est souvent évoquée,,,. L'Australie est même qualifiée de « membre de facto de l'OTAN ». L'Australie est désignée par l'OTAN comme l'un de ses « partenaires à travers le monde », acceptant de travailler sur la gestion des crises et des conflits, les situations post-conflit, la reconstruction et la facilitation de l'aide humanitaire et des secours en cas de catastrophe. L'OTAN et l'Australie ont signé une déclaration politique conjointe en juin 2012, suivie de la signature d'un programme individuel de partenariat et de coopération en février de l'année suivante.
Le général Knud Bartels, alors président du Comité militaire de l'OTAN, a souligné la nécessité d'une "coopération substantielle et pratique, pour apprendre les uns des autres, partager les meilleures pratiques et développer des normes communes, car l'OTAN et l'Australie entretiennent un partenariat solide et s'engagent à renforcer leurs capacités à travailler ensemble pour mieux relever les futurs défis mondiaux ».

### Colombie
La Colombie est le dernier partenaire en date de l'OTAN et la Colombie a accès à toute la gamme des activités de coopération que l'OTAN propose à ses partenaires. L'OTAN et la Colombie ont conclu un accord de partenariat en vue de renforcer le dialogue et la coopération pour relever les défis de sécurité communs. Proche allié stratégique et partenaire commercial des membres de l'OTAN, les États-Unis et l'Espagne, la Colombie a été un fervent partisan de l'OTAN et de ses actions. En 2009, le gouvernement colombien a demandé à faire partie de l'ISAF et à travailler avec le contingent espagnol dans les opérations de détection de mines, mais cela ne s'est pas concrétisé en raison du conflit interne auquel la Colombie a été confrontée. En mars 2011, la Colombie a voté en faveur de la résolution 1973 du Conseil de sécurité des Nations unies, autorisant ainsi officiellement l'intervention militaire de l'OTAN dans la première guerre civile libyenne. En avril 2012, la Colombie a été amendée dans l'OTAN ATP-56 (B) qui a donné à la Colombie le statut «d'associé» et pour rétablir les capacités de ravitaillement air-air avec les pays membres de l'OTAN,.

### Inde
En septembre 2011, l'alliance de l'OTAN a invité l'Inde à être un partenaire dans sa défense antimissile balistique (BMD),. Selon les rapports, un haut responsable de l'OTAN a déclaré s'adressant aux représentants indiens : « Vous avez une menace de missile qui vous fait face. Nous avons une menace de missiles qui nous guette. C'est différent, mais notre capacité à nous défendre pourrait être la même. Nous coopérons sur ce genre de questions. [...] Les démocraties sont confrontées à des défis communs. Nous devons travailler ensemble et résoudre. Nous devons coopérer, car individuellement, nous ne pouvons pas faire face à de telles menaces. Il est préférable de traiter ces problèmes en commun plutôt que de les traiter individuellement. VK Saraswat, l'architecte du programme indien BMD, a par la suite déclaré : « Nous analysons le rapport. C'est à l'étude ».
L'ambassadeur américain de l'OTAN de l'époque, Ivo H. Daalder, a suggéré que l'Inde devrait se détourner de son rôle de non-aligné et rejoindre l'OTAN. Selon une analyse de Voice of Russia, Robert Pshel, chef du bureau d'information de l'OTAN à Moscou« je suis d'accord avec M. Daalder sur le fait que de nombreuses menaces modernes sont mondiales et qu'il n'est guère possible de les combattre sans des puissances émergentes comme l'Inde ». Daalder a en outre déclaré : « Le dialogue devrait porter sur la manière dont le concept indien de sa propre sécurité et de la sécurité internationale s'intègre au concept de sécurité internationale de l'OTAN et sur la manière dont l'OTAN en tant qu'acteur et l'Inde en tant que pays peuvent travailler ensemble pour promouvoir la sécurité ».
Les États-Unis et l'Inde ont déjà étudié la possibilité d'un système de défense antimissile conjoint, bien que l'ancien secrétaire à la Défense, Robert Gates, ait déclaré que « les pourparlers n'en étaient qu'à leurs débuts ». Boris Volkonsky, de l'Institut russe de recherche stratégique, aurait déclaré qu'« un allié comme l'Inde renforcerait la main de Washington en Asie du Sud et du Sud-Ouest et dans d'autres régions du monde ». Une analyse de Voice of Russia a spéculé sur une arrière-pensée supplémentaire d'une peur commune indienne et américaine du « dragon montant de la Chine ».
Et si la plupart des membres de la communauté stratégique indienne admettent volontiers que la mission de l'OTAN en Afghanistan coïncide avec l'intérêt stratégique de l'Inde à stabiliser ce pays, ils n'en concluent pas nécessairement que l'Inde et l'OTAN doivent développer une coopération plus étroite. On pense que de nombreux analystes indiens doutent des implications possibles pour la position internationale de leur pays s'il développait des liens plus étroits avec l'OTAN. Dans un rapport publié par la revue de l'OTAN, il a déclaré : « Le choix doit être clair: exploiter le potentiel de l'OTAN en tant que forum de consultation et de coopération est une situation « gagnant-gagnant », tant pour l'Inde que pour l'Alliance ».

### Japon
La coopération entre le Japon et l'OTAN a commencé en 1990, le Japon a été l'un des premiers « partenaires à travers le monde » lorsque la relation s'est formalisée. Le Japon a approfondi ses relations en avril 2013 avec une déclaration de politique commune et, en mai 2014, a signé des accords relatifs aux efforts de lutte contre le terrorisme et la piraterie. Le Japon a également participé à la Force internationale d'assistance à la sécurité dirigée par l'OTAN en Afghanistan et aux efforts de stabilisation dans les Balkans au cours des années 1990.

### Mongolie
Le programme individuel de partenariat et de coopération OTAN-Mongolie a été approuvé le 19 mars 2012. Il s'agit de la première application de la nouvelle politique de partenariats flexibles avec des partenaires mondiaux,.

### Nouvelle-Zélande
En 2001, l'OTAN et la Nouvelle-Zélande ont marqué leur volonté de renforcer leur coopération en signant conjointement un programme individuel de partenariat et de coopération en juin 2012. La Nouvelle-Zélande a apporté de précieuses contributions aux efforts menés par l'OTAN en Afghanistan, d'abord dans le cadre de la Force internationale d'assistance à la sécurité, puis dans le cadre de la nouvelle mission (appelée « Resolute Support ») de formation, de conseil et d'assistance aux forces et institutions de sécurité afghanes.